# طباق للنشر والتوزيع
طباق للنشر والتوزيع هي إحدى دور النشر الفلسطينية، تعمل على طباعة ونشر كتب الأدب العربي والسير الذاتية والروايات والكتب السياسية وكتب الأطفال، تأسست عام 2017 في مدينة رام الله. تسعى طباق لتعزيز الهوية الفلسطينية وحفظ الذاكرة المهددة من الضياع وجمع وتوثيق التراث الشفوي والمكتوب وتكريم المبدعين في حقل الفكر والثقافة، والإنفتاح على العالم العربي والعالمي.

## مشاريع
تعمل دار طباق على عدد من المشاريع والبرامج الثقافية وهي:
- كلمات حرة وهو مشروع يهدف لتوثيق كتابات الأسرى،[2] وصدر عن هذا المشروع عدة إصدارات للأسرى منها: (كباسيل لعمر نزال، ليس حلماً لسامر محروم، أنانهم لأحمد العارضة، الكتابة والسجن لكميل أبو حنيش، الخزنة لعصمت منصور).[3]
- ملتقى طباق الثقافي وهو نادي قراءة يضم العديد من المشتركين لعقد لقاءات وورشات قراءة ينتج عنها أوراق نقدية وبحثية.[4]
- كتابك لباب بيتك وهو تعزيز إنشاء المكتبات البيتية.

## إصدارات
صدر عن دار طباق منذ تأسيسها عشرات الكتب في مختلف أصناف الكتابة البحثية والإبداعية موزعة حسب الأعوام كالتالي:
- 12 عنوان في حقول الفكر والشعر والرواية والسيرة منها: كتاب الصحافة من البليت إلى التابليت للإعلامي إبراهيم ملحم، عام 2018.
- 5 عنواين منها: سليمان الجائع للكاتب حكم عبد الهادي، عام 2019.
- 9 عناوين منها: نحو تجديد الفكر القومي العربي للدكتور نافع الحسن، عام 2020.
- 12 عنوان منها رسائل فوق المسافات للكاتبة نسب أديب حسين، عام 2021.
- 18 عنوان منها دلشاد سيرة الجوع والشبع للكاتبة بشرى خلفان، ورواية قماش أسود للمغيرة الهويدي الذي نال جائزة غسان كنفاني للرواية العربية عام 2022.
- 17 عنوان منها: "شمس اليوم الثامن" للكاتب إبراهيم نصر الله، "كونشيرتو" لنجوى بن شتوان، "الأم العنيدة ونوافذ للبوح والحنين" لمحمود شقير، عام 2023.

## شراكات
عقدت دار طباق ونادي الأسير الفلسطيني إتفاقية تعاون وعمل مشترك بهدف طباعة وتوزيع ودعم المنتج الثقافي والإبداعي والفني الذي ينجزه الأسرى الفلسطينيين والأسيرات داخل المعتقلات وخارجها.